# 田中照代
田中照代（日语：／ Tanaka Teruyo，1959年5月24日—），日本女子田径运动员。她曾代表日本参加1996年、2000年、2008年和2012年夏季残疾人奥林匹克运动会田径比赛，获得一枚金牌、三枚银牌和一枚铜牌。